# Parque nacional de Färnebofjärden
El Parque Nacional de Färnebofjärden (en sueco, Färnebofjärdens nationalpark) está ubicado en Suecia, en la frontera entre las provincias de Upsala, Västmanland, Dalecarlia y Gävleborg. El río Dalälven lo atraviesa a unos 140 km al norte de Estocolmo. Ocupa 10 100 ha, de las cuales 4110 ha son acuáticas.
Tras la desaparición del indlandsis que recubría esta región en la última glaciación, el río se desvía por un esker y llega a una planicie que solo es interrumpida por las crestas de otros eskeres, donde forma una sucesión de rápidos y extensiones de agua (llamadas fjärd) que se inundan con las crecidas de primavera. Esta hidrografía particular, unida a la proximidad del límite biológico entre el norte y el sur, ha favorecido el desarrollo de una gran diversidad de flora y fauna. El parque alberga bosques de coníferas, bosques templados de frondosas, así como bosques caducifolios, algunos de ellos muy antiguos que, gracias a su inaccesibilidad, no han sido destruidos por la industria forestal. Estos bosques constituyen el medio ideal para numerosas especies, particularmente de aves, con altas densidades de pícidas y de rapaces nocturnas.
A pesar de que la presencia del hombre, principalmente concentrada en los eskeres, fue relativamente discreta en esta región después de la Edad de Piedra, el desarrollo de las actividades de explotación minera (concretamente de hierro) ha afectado profundamente a la región, ya que se talaron bosques para alimentar las fraguas que se establecieron a lo largo del río para aprovechar su energía. Una de las fraguas más importantes fue la de Gysinge, fundada en 1668 y colindante con el parque. En 1975, como reacción a una amenaza de tala masiva de un gran bosque, nació la idea de crear el parque nacional, que finalmente fue inaugurado en 1998. El parque fue inmediatamente integrado en la red Natura 2000 e incluido en la lista del Convenio de Ramsar sobre los humedales.
El parque y sus alrededores son importantes destinos turísticos. El río es el medio preferido para descubrirlo, aunque algunas rutas de senderismo permiten explorar otros lugares. El parque también es muy apreciado por los pescadores.

## Toponimia
El parque debe su nombre a Färnebofjärden, que designa la parte del río comprendida entre Tyttbo y Gysinge. Su significado es «fjärd de Färnebo». El vocablo fjärd tiene la misma etimología que los célebres fiordos noruegos, que en las lenguas escandinavas hacen referencia a una extensión de agua que discurre a través de un canal. Los fiordos noruegos son, generalmente, valles escarpados en los que penetra el mar, y que se formaron a causa de los glaciares. El vocablo Fjärnebo es el antiguo nombre de la ciudad de Österfärnebo («Färnebo del este»), situada cerca del parque. El nombre de esta localidad fue modificado en el siglo XVII para distinguirla de Färnebo de Västmanland, que fue renombrada como Västerfärnebo («Färnebo del oeste»). El nombre de este lugar significa, por lo tanto, «el hogar (bo) de los equisetos junto al fiordo (Färne deriva de la palabra fräken, que en sueco significa equiseto o cola de caballo)».

## Geografía

### Localización y límites

Plano del parque

El parque nacional se sitúa en los municipios de Sala, Heby, Avesta y Sandviken. Ocupa una parte del bajo Dalälven que es, al menos desde la Edad Media, la frontera entre las regiones de Svealand y Norrland. De esta forma, el parque se ubica entre las provincias de Västmanland, Dalecarlia, Upsala y Gävleborg. La entrada principal al parque está en Gysinge, situada a 77 km de Upsala y a unos 140 km de Estocolmo.
El parque abarca la mayor parte del fjärd Färnebofjärden y de las zonas que el río inunda en la temporada de crecidas, así como una parte de las planicies que lo rodean. Ocupa una superficie de 10 100 ha, de las cuales 4110 ha son acuáticas. Tan solo una parte del fjärd que se encuentra en torno a las penínsulas de Östa y de Ista no forma parte del parque, dado que está habitada. Sin embargo, esta área se encuentra protegida por las reservas naturales de Ista (770 ha) y de Östa (600 ha). Además, el parque está rodeado de otras reservas naturales: la reserva natural de Hedesundafjärden (920 ha), la reserva natural de Jordbärsmuren-Ålbo (950 ha) y la reserva natural de Gysinge (463 ha). Ocupando todas ellas una superficie de más de 3000 ha.

### Relieve
El relieve del parque es bastante plano, con una altitud que oscila entre los 56 y los 75 m sobre el nivel del mar. Sin embargo, algunas zonas tienen algo más de relieve, como ocurre en Torrösundet, Långvindsjön y los valles de Tiån y de Storån. Además, el parque es atravesado por la cresta del esker de Enköpingsåsen, que tiene una altura máxima de 18 m, y que se extiende durante 300 km entre Trosa, al sur, y Bollnäs, al norte. Esta cresta cruza el río dando lugar a parajes como la isla de Sandön y la península de Ista. El río ha inundado considerablemente esta zona plana e irregular, creando un mosaico de agua, tierra y pantanos. El parque cuenta con varias zonas inundadas (Östaviken, Andersboviken, Edsviken, etc.) así como con más de 200 islas e islotes. Las más importantes son Mattön, Torrön, Ängsön, Vedön, Rosön y Västerön.

### Clima
El parque tiene un clima continental (Dfb según la clasificación climática de Köppen), con precipitaciones que inciden principalmente en los meses de verano. Se sitúa en la frontera climática entre el norte y el sur, formando parte de los lugares que determinan la existencia de la línea Limes Norrlandicus. El manto de nieve se mantiene, de media, algo más de tres meses al año. El río se hiela más o menos durante el mismo periodo, exceptuando los rápidos, que suelen fluir normalmente durante la mayor parte del invierno.
| Parámetros climáticos promedio de Färnebofjärden            | Parámetros climáticos promedio de Färnebofjärden | Parámetros climáticos promedio de Färnebofjärden | Parámetros climáticos promedio de Färnebofjärden | Parámetros climáticos promedio de Färnebofjärden | Parámetros climáticos promedio de Färnebofjärden | Parámetros climáticos promedio de Färnebofjärden | Parámetros climáticos promedio de Färnebofjärden | Parámetros climáticos promedio de Färnebofjärden | Parámetros climáticos promedio de Färnebofjärden | Parámetros climáticos promedio de Färnebofjärden | Parámetros climáticos promedio de Färnebofjärden | Parámetros climáticos promedio de Färnebofjärden | Parámetros climáticos promedio de Färnebofjärden |
| Mes                                                         | Ene.                                             | Feb.                                             | Mar.                                             | Abr.                                             | May.                                             | Jun.                                             | Jul.                                             | Ago.                                             | Sep.                                             | Oct.                                             | Nov.                                             | Dic.                                             | Anual                                            |
| ----------------------------------------------------------- | ------------------------------------------------ | ------------------------------------------------ | ------------------------------------------------ | ------------------------------------------------ | ------------------------------------------------ | ------------------------------------------------ | ------------------------------------------------ | ------------------------------------------------ | ------------------------------------------------ | ------------------------------------------------ | ------------------------------------------------ | ------------------------------------------------ | ------------------------------------------------ |
| Temp. media (°C)                                            | -5.5                                             | -5.4                                             | -1.6                                             | 3.1                                              | 9.3                                              | 14.2                                             | 15.5                                             | 14.2                                             | 9.9                                              | 5.5                                              | 0.4                                              | -3.8                                             | 4.7                                              |
| Precipitación total (mm)                                    | 36.8                                             | 26.7                                             | 27.8                                             | 31.4                                             | 32.6                                             | 40.9                                             | 62.5                                             | 67.9                                             | 58.2                                             | 48.5                                             | 49.3                                             | 40.9                                             | 523.6                                            |
| Fuente: Instituto sueco de meteorología e hidrología (SMHI) |                                                  |                                                  |                                                  |                                                  |                                                  |                                                  |                                                  |                                                  |                                                  |                                                  |                                                  |                                                  |                                                  |

### Hidrografía
|                                                                |
| Mapa del parque. En rojo, las zonas inundadas tras la crecida. |

|                                                                  |
| Vista satélite del río en su nivel normal, el 6 de mayo de 2007. |

|                                                     |
| Vista satélite de la crecida del 7 de mayo de 2002. |

El parque se sitúa en torno al cauce del río Dalälven, que con 541 km es el segundo río más largo de Suecia. El Dalälven es fruto de la confluencia del río Västerdalälven y el Österdalälven, a la altura del municipio de Gagnef. El río, que hasta este punto permanece resguardado en el valle, se interna al llegar al municipio de Avesta en lo que llamamos comúnmente el Bajo Dalälven (Nedre Dalälven), donde se alternan zonas de extensas planicies inundables (llamadas fjärd) y zonas de rápidos. Färnebofjärden es la primera gran zona inundada del Bajo Dalälven, y está situada entre los rápidos de Tyttbo, al oeste, y de Gysinge/Sevedskvarn, al este.

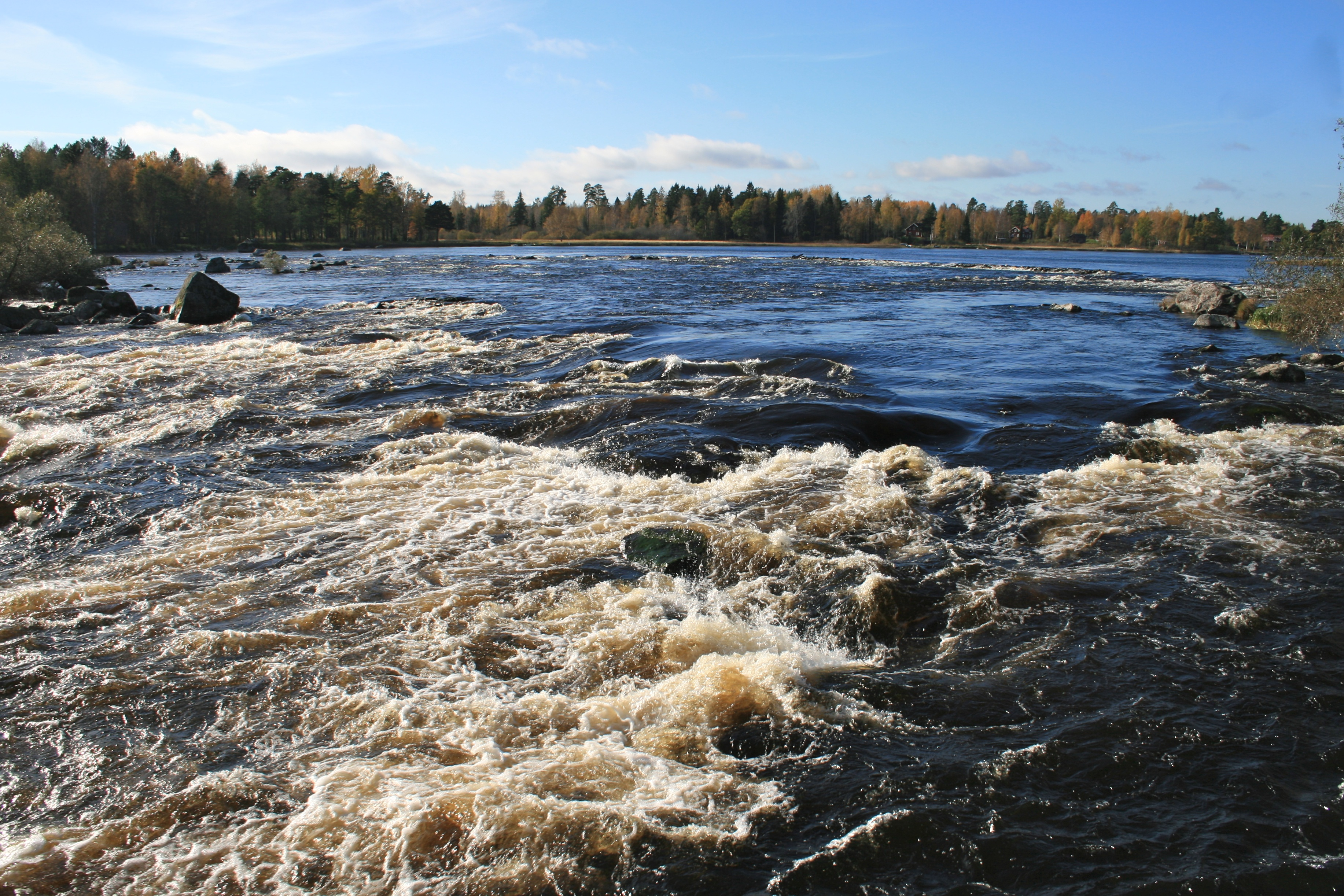
Los rápidos de Gysinge

A la altura de Gysinge, el río tiene ya una cuenca hidrográfica de 28 000 km², con un caudal medio de 350m³/s. Mientras que el caudal del río Österdalälven está controlado (a la altura de la central de Trängslet y del lago Siljan), el curso del Västerdalälven fluye libremente, y su caudal sufre grandes variaciones en función de la temporada. Por este motivo, el caudal del río Dalälven en su paso por el parque es poco regular, experimentando mínimos de 50m³/s y máximos de más de 2.000m³/s. Es el único fjärd cuya desembocadura no está regulada. La regulación del caudal del Österdalälven tiene, en cualquier caso, un impacto sobre el parque de Färnebofjärden, ya que las grandes inundaciones que tienen lugar durante las crecidas de primavera son más escasas. Aun así, pueden llegar a inundar decenas de kilómetros cuadrados.
Además del río Dalälven, existen otros pequeños cursos de agua que fluyen por el parque y que desembocan en el propio río. Entre ellos, cabe mencionar el Lillån, el Storån, el Alderbäcken y el Tiån en la orilla derecha (sur) y el Bärreksån y el Laggarboån en la orilla izquierda. Existen también cinco pequeños lagos en el parque, concretamente alrededor de Tinäset. En esta zona también se encuentran los principales pantanos del parque: Lindebergsmossen y Svarviksmossen. Más del 20% de la superficie total del parque (en torno a 2150 ha), lo constituyen ciénagas y pantanos, que equivale a un tercio de la superficie no sumergida del Färnebofjärden.

## Geología

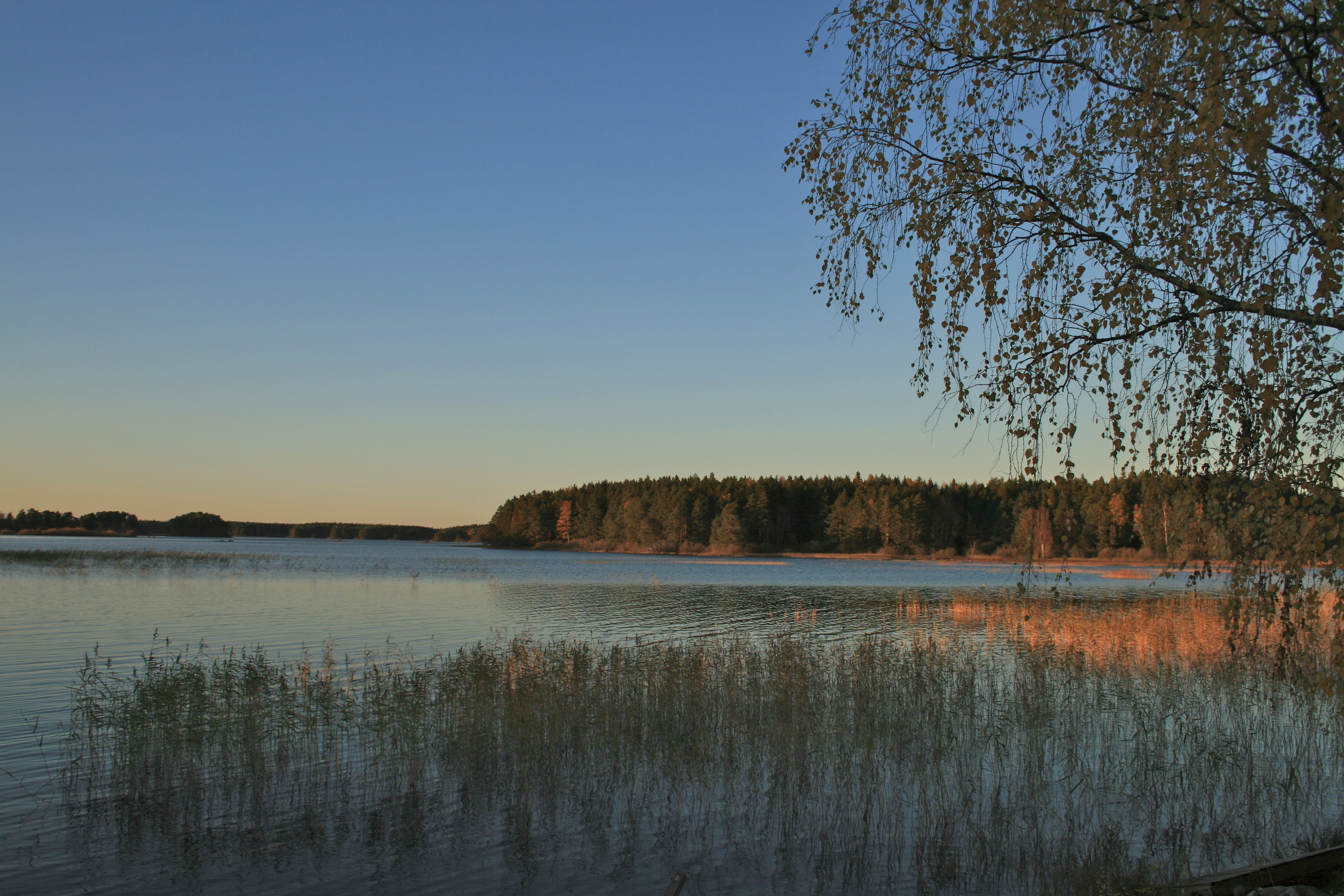
En su nuevo curso, el río ha creado un mosaico de agua, pantanos y bosques.

El sustrato rocoso del parque data de la formación de las svécofennides, una cadena montañosa formada entre 1750 y 2500 millones de años atrás. Se compone básicamente de granito y gneis granítica. La prolongada erosión que sufrió esta cadena montañosa desembocó, hace 600 millones de años, en lo que denominamos la penillanura precámbrica.
Durante la última glaciación, Suecia estaba recubierta de un inlandsis que desapareció hace aproximadamente 10 000 años. El glaciar dejó en la región numerosos eskeres y morrenas, como el esker Enköpingsåsen. Cuando el glaciar desapareció, el suelo había estado sometido a una presión tan alta, que toda la zona al este de Avesta quedó bajo el nivel del mar. Durante este periodo marítimo se fueron depositando sedimentos sobre el sustrato, fenómeno que explica por qué, aun a día de hoy, este suelo es el más fértil del país. Este es el motivo por el que la línea de separación entre el norte y el sur (el Limes Norrlandicus), que pasa cerca del parque, es tan visible en la región: la zona al norte del limes no estuvo recubierta por estos sedimentos.
Cuando este mar —conocido como mar Littorina y predecesor del mar Báltico— se retiró, el río Dalälven se encontró bloqueado a la altura de Avesta por uno de los eskeres formados por el inlandsis: el Badelundaåsen. Antes de la glaciación, el río continuaba su curso hasta desembocar en el lago Mälar, y había erosionado la zona hasta originar el valle por el que discurría. Debido a la presencia de este obstáculo, se vio obligado a modificar su cauce y dirigirse hacia el noreste. Este es el motivo por el que, en la zona del bajo Dalälven, el río no ha tenido tiempo aún de labrarse su propio valle. Ha tenido que adaptarse a la topología del territorio, formando grandes fjärds con numerosas islas en las zonas más planas, y cerrándose en un curso más rápido y estrecho a la altura de los diferentes eskeres que ha encontrado en su camino.

## Medio natural
El parque de Färnebofjärden está situado en la ecorregión terrestre del bosque mixto sarmático, según la clasificación del WWF, cerca de la frontera sur de la taiga escandinava y rusa.

### Flora

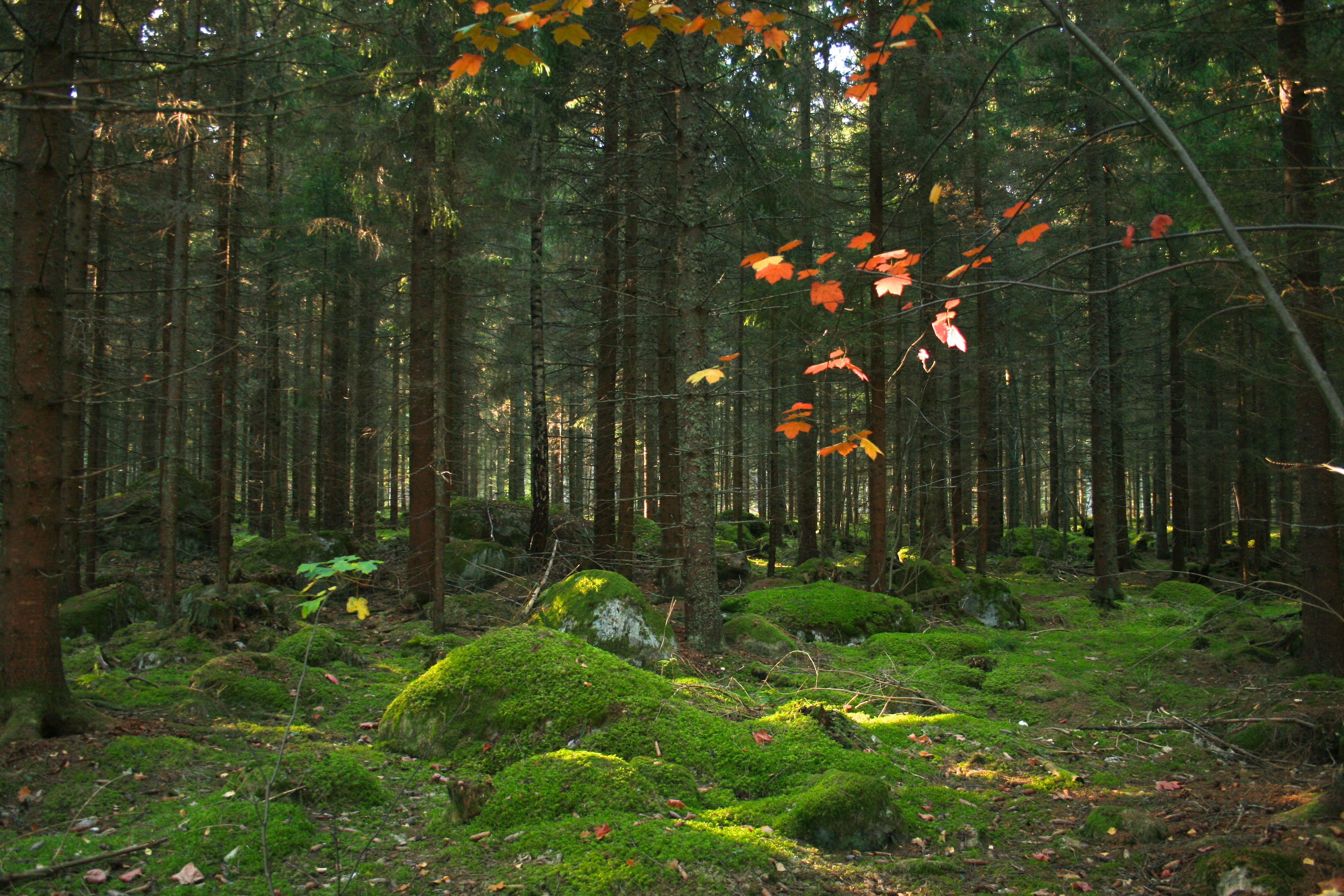
Bosque de coníferas en la isla de Mattön, en el noreste del parque.

Casi todos los tipos de bosques del centro de Suecia están presentes en el parque. Este hecho está relacionado tanto con la existencia de medios secos y húmedos, como con la proximidad de la línea Limes Norrlandicus, que constituye la frontera entre los ecosistemas del norte y del sur. Esto conduce a la proliferación en el parque de entornos y especies que son endémicos tanto del norte como del sur de Suecia. En el parque podemos encontrar un gran número de especies clasificadas como especies amenazadas en Suecia: 2 especies de plantas vasculares, 25 especies de musgos, 34 especies de líquenes y 22 especies de hongos.
Con respecto a la flora, el parque presenta diferentes entornos. Los principales son los bosques de coníferas (1000 ha, 9,9% del parque), los bosques templados de frondosas (1460 ha, 14,5% del parque), los pantanos abiertos (1650 ha, 16,3% del parque) o arbolados (500 ha, 5% del parque) y, finalmente, las praderas húmedas (750 ha, 7,4% del parque).
Los bosques de coníferas, formados principalmente de pícea común (Picea abies), se encuentran especialmente en la zona sur del parque en torno a Tinäset, en la isla de Torrön y en la península de Öbyhalvön. Estos bosques no han sido explotados desde la década de los 50, y algunos de estos ejemplares tienen más de 120 años. La presencia de madera muerta, junto con estos longevos árboles, entre los que proliferan líquenes y hongos, confieren a este paraje un aspecto de bosque viejo. El suelo suele cubrirse de musgo, concretamente de la variedad predominante, que es la Hylocomium splendens, aunque la Anastrophyllum hellerianum y la Nowellia curvifolia también abundan. Los arándanos (Vaccinium myrtillus) y los arándanos rojos (Vaccinium vitis-idaea) suelen crecer en los sotobosques.

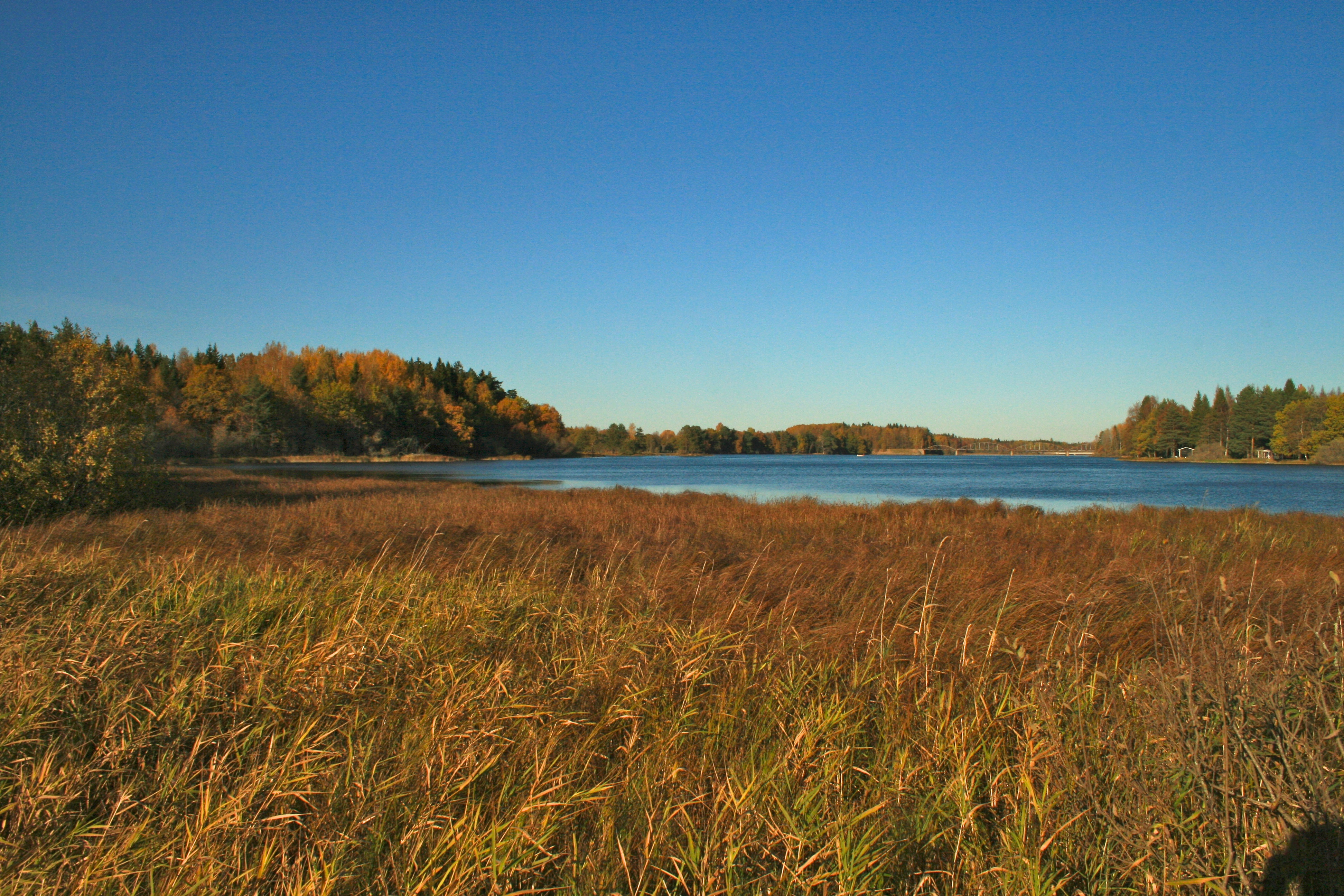
Zonas húmedas en la isla de Mattön.

En las zonas más inundables, las coníferas son más difíciles de encontrar, dado que los lugares demasiado húmedos no son un entorno ideal para su crecimiento. En este medio pueden verse árboles de hoja caduca, como el álamo temblón (Populus tremula), que es muy común en el bajo Dalälven, pero difícil de encontrar en el resto del país. En estos bosques también hay ejemplares de roble común (Quercus robur) y de tilo silvestre (Tilia cordata). Los bosques más húmedos están constituidos mayoritariamente de aliso común (Alnus glutinosa), abedul y sauce.· La riqueza de estos bosques, y especialmente de su sotobosque, depende sobre todo de la naturaleza del suelo. En los suelos más pobres crece el arándano, el arándano negro (Vaccinium uliginosum), el romero silvestre (Rhododendron tomentosum) y la mora de los pantanos (Rubus chamaemorus); mientras que en los más ricos proliferan especialmente los lirios de los valles (Convallaria majalis), las fresas salvajes (Fragaria vesca), el Calamagrostis canescens y la lisimaquia (Lysimachia vulgaris).
En los lugares en los que las inundaciones son más frecuentes, el paisaje se abre y se caracteriza por la ausencia de árboles. Predomina la pradera, que en algunos casos se convierte en pantano. La vegetación de la pradera está compuesta por ejemplares de Calamagrostis canescens, molinia (Molinia caerulea), trébol de agua (Menyanthes trifoliata), lisimaquia, Potentilla palustris, flámula (Ranunculus flammula), galio palustre (Galium palustre), caléndula acuática (Caltha palustris), arroyuella (Lythrum salicaria) y Viola uliginosa. Esta última es una especie amenazada en el país. En los pantanos la vegetación es pobre, y se compone principalmente de mirto de turbera (Myrica gale), Andromeda polifolia, hierba algodonera (Eriophorum angustifolium) y de algunas especies de Carex. El suelo suele estar cubierto de esfagnos y otros musgos.

### Fauna

#### Mamíferos

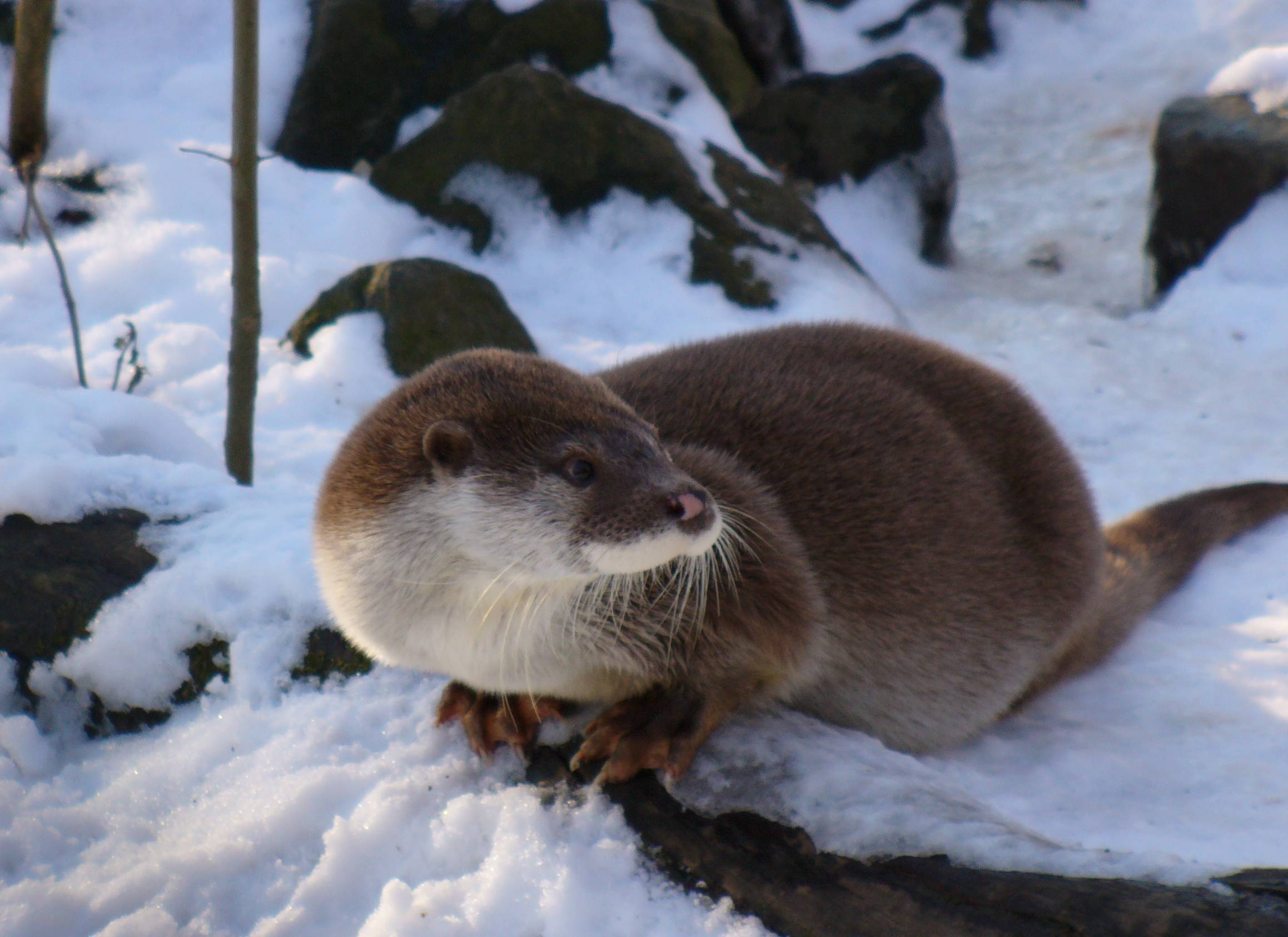
La nutria europea.

El parque alberga varias especies de mamíferos. Los más extendidos son el alce eurasiático (Alces alces), el corzo (Capreolus capreolus), la liebre de montaña (Lepus timidus), el zorro rojo (Vulpes vulpes) y la marta (Martes martes). A partir de los años 80, también se han observado castores europeos (Castor fiber) en torno a las islas Torrön y Ängsön, y cerca de Gysinge. En 2008, se comprobó que el jabalí (Sus scrofa) tendía también a instalarse en el parque. En menor cantidad, puede observarse al lemming oscuro (Myopus schisticolor) en la zona norte. Existen en el parque cuatro especies de mamíferos amenazados en Suecia. El primero de ellos es el lince europeo (Lynx lynx), que puede observarse regularmente en las zonas de Öbyhalvön, Tinäset y Gärdsvekarna, junto al oso pardo (Ursus arctos) y al lobo (Canis lupus), aunque este último es menos frecuente. Los otras tres especies amenazadas son la nutria europea (Lutra lutra), que puede ser observada cerca de los rápidos, y los murciélagos Myotis dasycneme (una especie muy rara en el país) y nóctulo común (Nyctalus noctula).

#### Aves

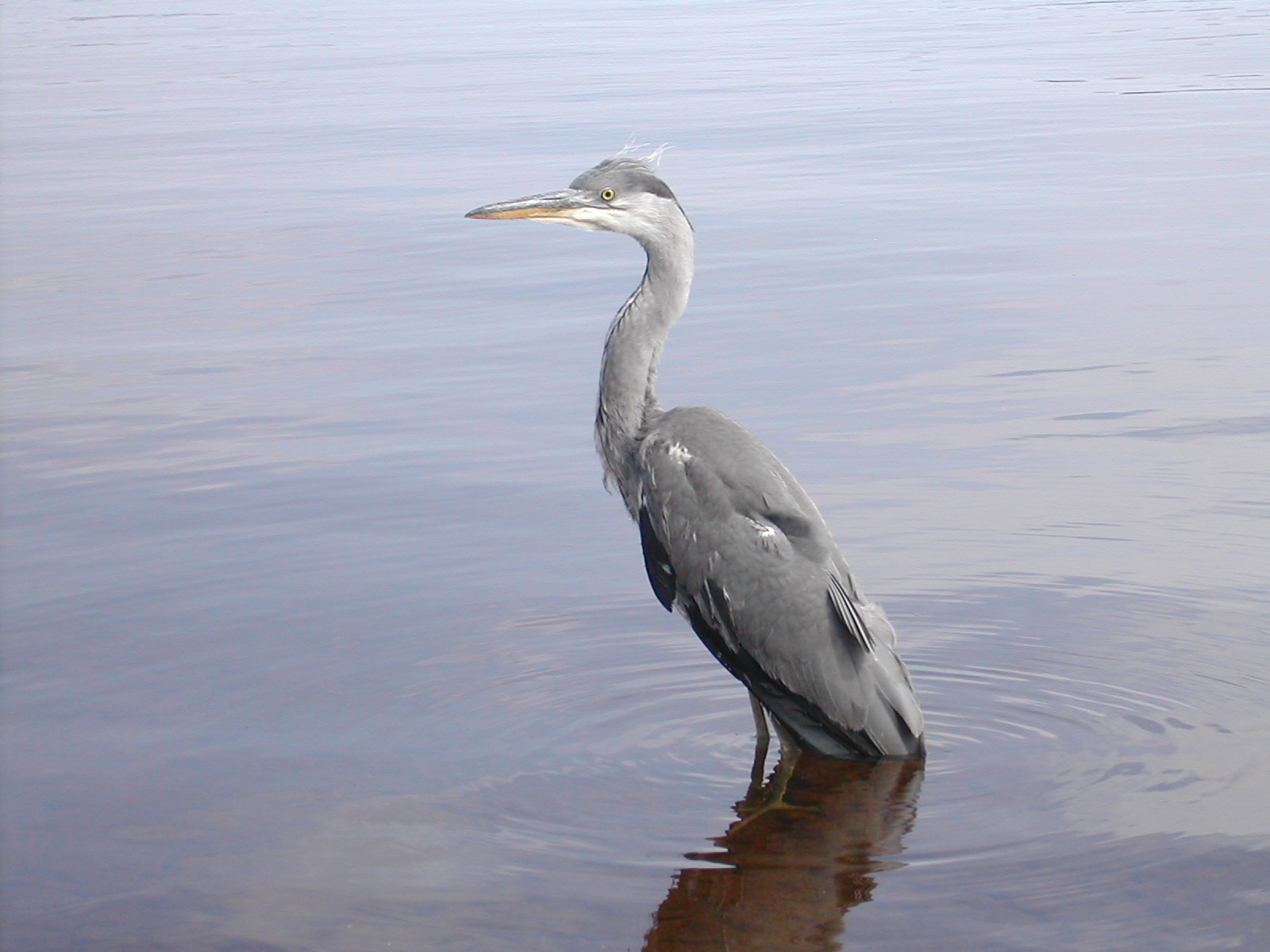
Una garza real europea en el parque de Färnebofjärden.

Las aves son, sin duda, la clase animal con más reputación en el parque. Existen de más de 200 especies; 107 de ellas anidan regularmente en el parque. Esta riqueza está ligada en cierto modo a la coexistencia de especies endémicas del sur y del norte. Además, el parque alberga especies de aves acuáticas y silvestres.
El parque posee una abundante población de aves acuáticas, que acuden atraídas por las aguas poco profundas y ricas en peces. La proximidad de grandes árboles, concretamente coníferas, proporciona un buen entorno para el anidamiento. Las especies más comunes son la gaviota cana (Larus canus), el charrán común (Sterna hirundo), la gavia ártica (Gavia arctica), y el cisne blanco (Cygnus olor). En las zonas húmedas, habita con frecuencia la garza real europea (Ardea cinerea), el urogallo (Tetrao urogallus) o la grulla común (Grus grus). Una de las especies acuáticas más notable es el águila pescadora (Pandion haliaetus) que, con una treintena de parejas, probablemente disfruta en el parque de una de las densidades más importantes del país. El águila de cola blanca (Haliaeetus albicilla), especie clasificada como amenazada en Suecia, casi había desaparecido del parque en los años 70; sin embargo, hoy en día vuelve a habitar en él.

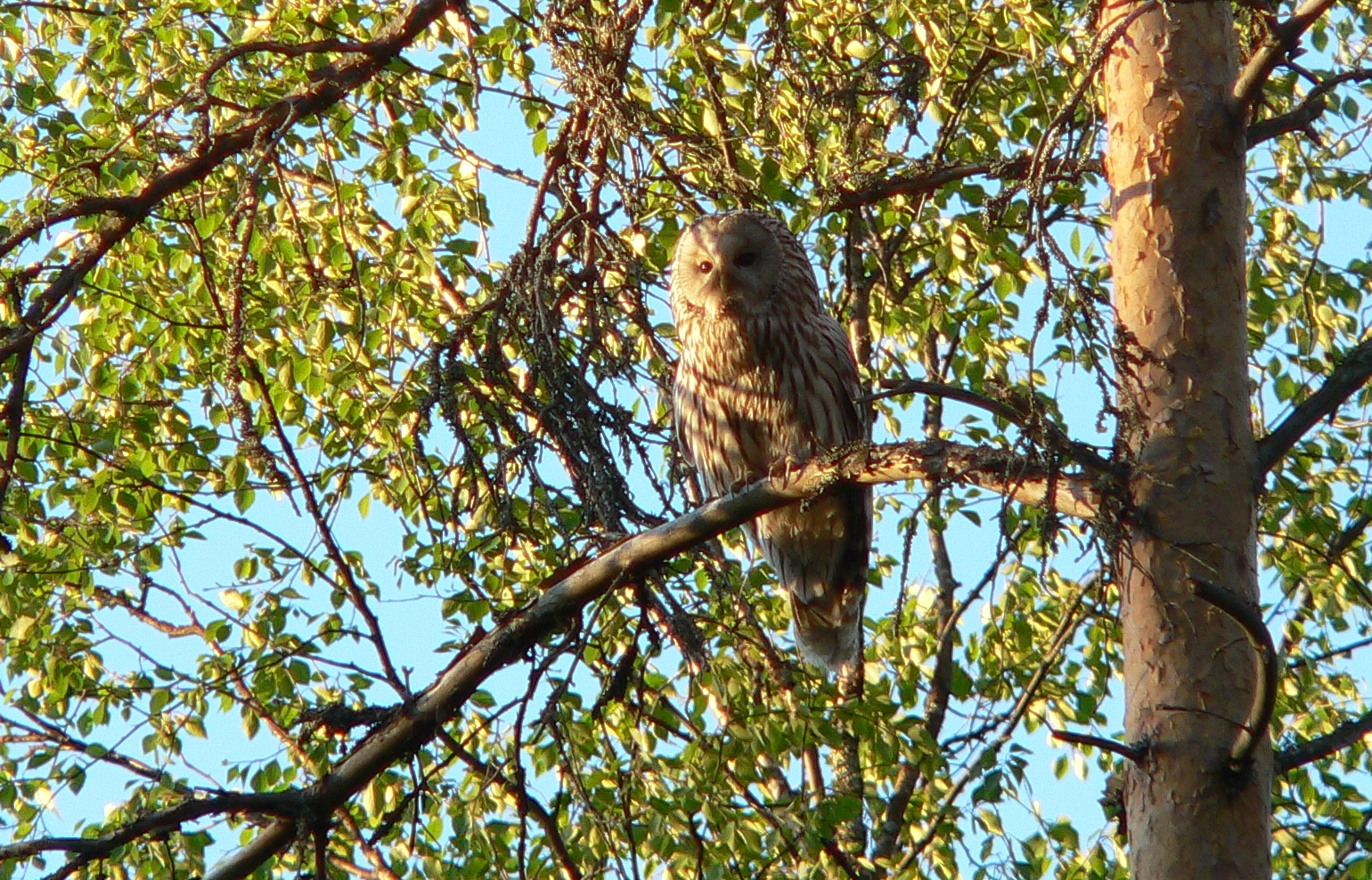
La lechuza de los Urales, símbolo del parque.

Sin embargo, las especies más notables del parque son aquellas que habitan en los bosques, concretamente las pícidas y las rapaces nocturnas (familia de las lechuzas y búhos). Con respecto a las pícidas, el pico picapinos (Dendrocopos major) es el más común, aunque el picamaderos negro (Dryocopus martius), el pito real (Picus viridis) y el pico menor (Dendrocopos minor) también cuentan con numerosos ejemplares. El pico dorsiblanco (Dendrocopos leucotos), especie gravemente amenazada en Suecia, contaba en el 2004 con solamente 16 individuos en todo el país; con el tiempo, su presencia ha disminuido en el parque. Se observaron 7 parejas en 1976, un solo individuo en 2003, y una nueva pareja en el 2010. Esta especie tiene especial predilección por los bosques viejos con abundante madera muerta, por lo que su presencia es un buen indicador de la riqueza del bosque. A diferencia del pico dorsiblanco, el Picus canus ha aumentado su población. Con respecto a las rapaces nocturnas, las especies más comunes son el mochuelo alpino (Glaucidium passerinum) y la lechuza de los Urales (Strix uralensis). Esta última es también el símbolo del parque. Además de estas especies, puede observarse al ratonero común (Buteo buteo), al alcotán europeo (Falco subbuteo) o, entre otros, al halcón abejero (Pernis apivorus).

#### Reptiles y anfibios

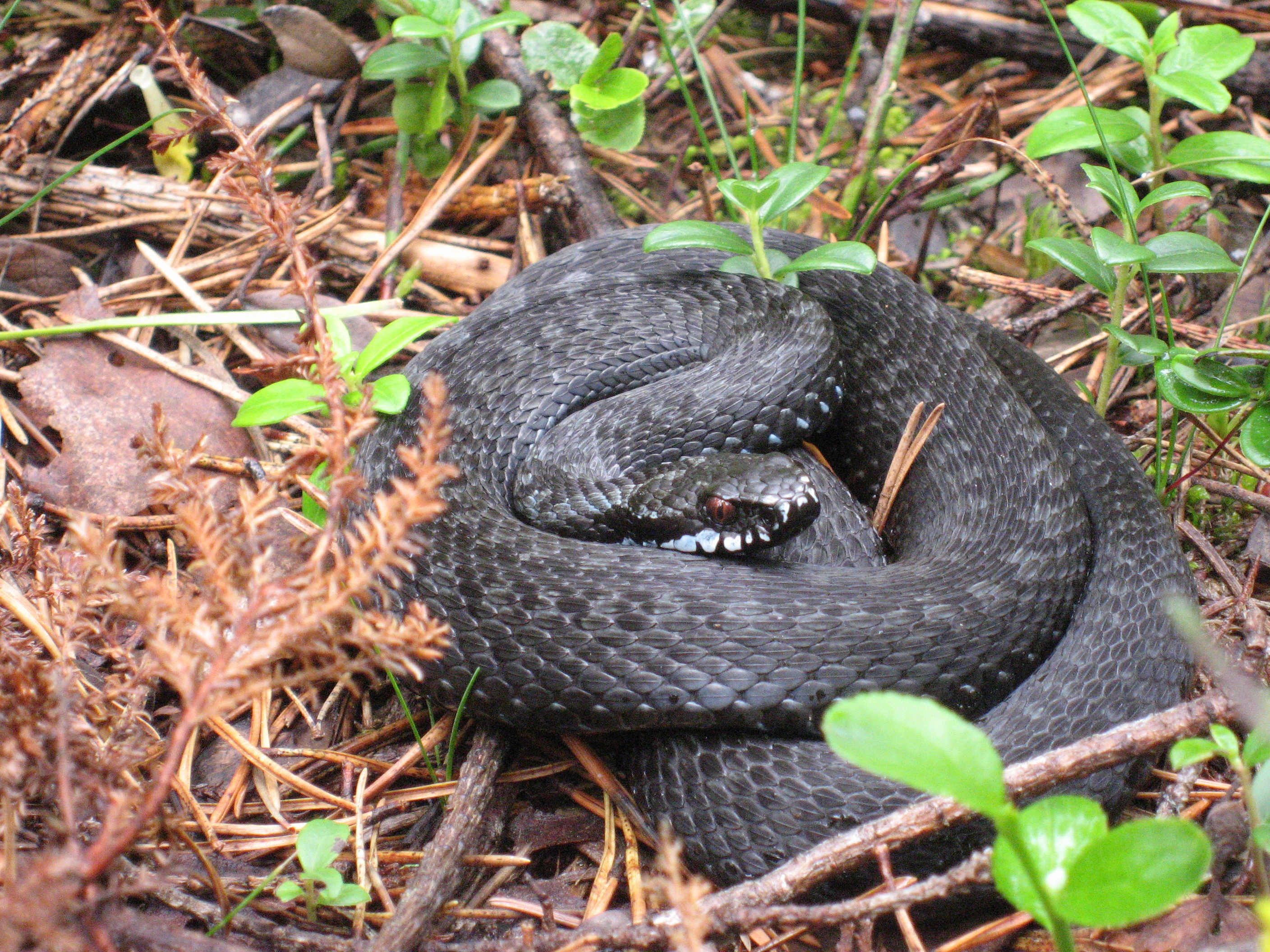
Víbora común europea en el parque de Färnebofjärden

El parque alberga a la mayoría de las principales especies suecas de anfibios. Entre ellas, algunas de las más importantes son el sapo común (Bufo bufo), la rana bermeja (Rana temporaria) y la Rana arvalis, así como el tritón crestado (Triturus cristatus) y el tritón común (Lissotriton vulgaris). Entre los reptiles, cabe mencionar dos especies de serpientes: la víbora común europea (Vipera berus) y la culebra de collar (Natrix natrix). También son comunes la lagartija vivípara (Zootoca vivipara) y el lución (Anguis fragilis).

#### Peces
Las aguas del parque son de las más ricas de Suecia. Algunos de los condicionantes son: una acidez óptima, una gran riqueza de nutrientes o, entre otras cosas, la alternancia de zonas de rápidos con zonas de agua en calma. Estas aguas propician la existencia en el parque de un gran número de especies, así como un gran número de individuos y de peces de gran tamaño. Podemos destacar varias especies de carpas, entre ellas el aspio (Aspius aspius), que es un ejemplar difícil de encontrar en Suecia. También abunda el lucio europeo (Esox lucius) —con ejemplares que llegan a alcanzar los 20 kg—, la perca (Perca fluviatilis), la lucioperca (Sander lucioperca) y el tímalo (Thymallus thymallus) —especie clasificada como amenazada en el país, como la trucha común (Salmo trutta)—. El salmón del Atlántico (Salmo salar) también estaba presente, pero las presas que existen río abajo han reducido considerablemente sus posibilidades de llegar al parque. El cangrejo de río autóctono europeo (Astacus astacus), especie amenazada en todo el mundo, fue una especie natural en las aguas del Dalälven, pero a día de hoy casi ha desaparecido por completo; sin embargo, cada cierto tiempo se informa de la existencia de algún ejemplar en el parque.

#### Insectos
Más de 70 especies de insectos se han añadido ya a la lista de especies amenazadas en Suecia, a pesar de que solo han sido catalogados los que habitan en los bosques, donde la presencia de madera muerta favorece su proliferación. La mayoría de los insectos de bosque viven en la albura, o entre la albura y la corteza de los árboles. Concretamente, la pícea común y el roble común son las especies forestales que albergan una mayor riqueza de insectos.
Las especies de insectos más conocidas en el parque, y en el Bajo Dalälven en general, son los mosquitos del género Aedes. Las zonas húmedas del parque albergan grandes cantidades de mosquitos, especialmente tras las fuertes inundaciones de primavera. La cantidad de ejemplares que se desarrollan en el Bajo Dalälven es superior a la de cualquier otro lugar de Suecia, exceptuando las extensas zonas húmedas de Laponia. Este hecho no solo incomoda a los turistas que visitan el parque durante el verano, sino a toda la región, hasta llegar a Upsala. Entre 2002 y 2008, se utilizó como insecticida el Bacillus thuringiensis, con el fin de tratar de regular la población de mosquitos; sin embargo, dado que su utilización está prohibida en Suecia y es contraria a los principios del parque nacional, cesó esta práctica. Tras esto no se replanteó el proyecto, ya que se consideró que este método no era una solución duradera, además de que algunos científicos consideraron que los mosquitos formaban parte del ecosistema de la región.